# めざせ!競輪キング
めざせ!競輪キング（めざせ！けいりんキング）は、テレビ神奈川（tvk）で2009年3月まで放送された公営競技情報ローカル番組。土曜22時30分～23時00分。

## 概要
1978年4月に『レースウィークリー神奈川』として放送開始。その後、『レースレポート』を経てこのタイトルに
川崎、花月園、平塚、小田原の県内各競輪場、並びに神奈川新聞社の提供。
2009年3月28日を以って前身番組を含めたtvk競輪番組は31年の歴史に幕を下ろした。

## 出演者

### 解説
- 久保千代志
- 木庭賢也

### MC
- 安中都

### アシスタント&レポーター
- 安堂サオリ

## 関連番組
tvkは、この番組以外に『KEIRINレーダー』という競輪番組も放送していた。元々は朝番組で、前日のレースダイジェストとその日のレースガイドを兼ねた15分番組だったが、後に放送時間を夜（1999年当時は23:35～）に移動し、洋楽のヘヴィメタルなどをBGMに用いたレースダイジェストのみの、10分番組となっていた。